# برآمدگی (فلسفه علم)

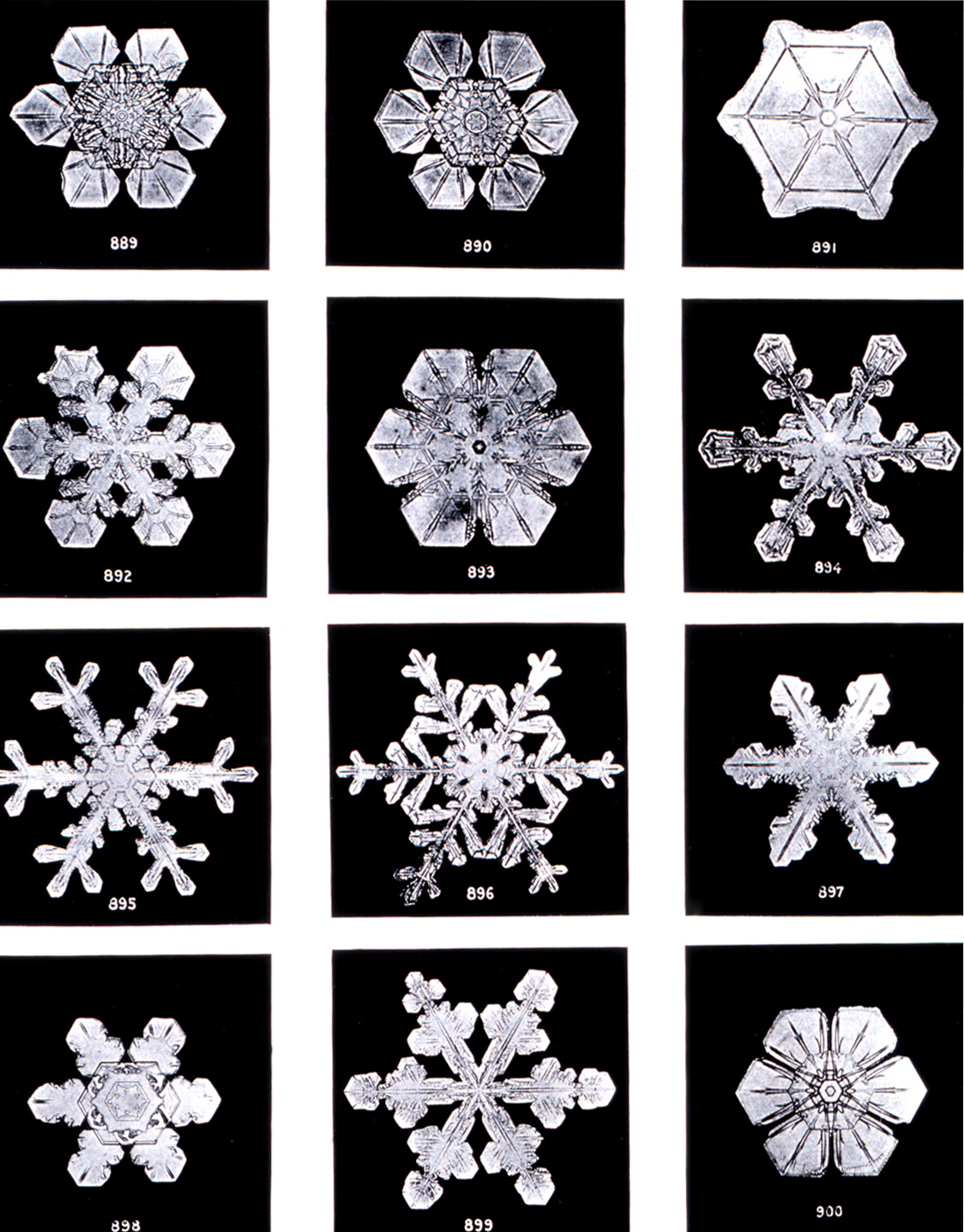
تشکیل طرح‌های متقارن و فرکتالی در دانه‌های برف مثالی است از "برآمدگی"

نوپدیدی، ظهور یافتگی، برآیش یا برآمدگی (به انگلیسی: Emergence)، در فلسفه، نظریه سامانه‌ها، علم و هنر، هنگامی رخ می‌دهد که "کل چیزی بزرگتر از جمع اعضا باشد"، به این معنی که کل مجموعه، رفتاری از خود بروز می‌دهد که تک تک اعضایش آن را ندارند. این رفتارها به علت فعل و انفعالات بین اعضا بروز پیدا می‌کنند.
ظهور یافتگی نقش کلیدی در نظریه سامانه‌های پیچیده بازی می‌کند. به عنوان نمونه، پدیدهٔ حیات که در زیست‌شناسی مورد مطالعه قرار می‌گیرد یک خاصیت برآمده از شیمی است، و پدیدهٔ روانشناسی در حقیقت برآمده از پدیده عصب‌شناسیِ موجودات زنده است.
در فلسفه، نظریه‌هایی که بر ویژگی‌های برآمده تأکید می‌کنند، برآمده‌گرایی نامیده می‌شوند. تقریباً تمام اَشکالِ برآمده‌گرایی شامل شکلی از معرفت‌شناسی یا هستی‌شناسیِ تقلیل‌ناپذیر به سطوح پایین‌تر هستند.

## در فلسفه
در فلسفه، برآمدگی بیشتر به عنوان یک ادعا در مورد سبب‌شناسی، علت رخدادها، در ویژگی‌های یک سیستم شناخته می‌شود. یک ویژگیِ برآمده از یک سیستم، در این بحث، یعنی ویژگی که مختص به هیچ‌یک از اجزای سیستم نیست ولی به عنوان ویژگی کل سیستم دیده و شناخته می‌شود. نیکلای هارتمان، از اولین فیلسوفان مدرنی که در مورد برآمدگی نوشته‌است، از آن با عنوان categorial novum به معنای دسته‌بندی جدید نام برده‌است.

### تعاریف
ایدهٔ برآمدگی کمابیش از زمان ارسطو مطرح بوده‌است. جان استورات میل و جولیان هاکسلی دو تن از دانشمندان و فیلسوفانی هستند که در رابطه با این موضوع نوشته‌اند.

لغت «برآمدگی» توسط جورج هنری لوئیس به وجود آمد که چنین نوشته بود:
هر نتیجه (برآیندی)، حاصل جمع یا تفریق نیروهای عمل کنندهٔ مؤثر است؛ جمع می‌شوند اگر [نیروها] هم‌جهت باشند و تفریق می‌شوند اگر خلاف جهت یکدیگر باشند. علاوه بر این، هر برآیندی را می‌توان به مولفه‌هایش تجزیه کرد، به این دلیل که آنها همگن و قیاس‌پذیر هستند. برای ویژگی‌های برآمده، قضیه متفاوت است. به جای جمع کردن حرکتِ قابل اندازه‌گیری با حرکت قابل اندازه‌گیری دیگری، یا جمع کردن چیزهایی که از یک جنس هستند با یکدیگر، [در خواص برآمده] یک همکاری مشترک بین چیزهایی با جنس‌های متفاوت وجود دارد. برآمدگی متفاوت از مولفه‌های تشکیل دهنده‌اش است چرا که آنها قیاس‌پذیر نیستند و نمی‌توان به جمع یا تفریق آنها تقلیلشان داد.
جفری گلداشتاین، اقتصاددان، تعریف فعلی برآمدگی را در مجله برآمدگی ارائه کرد. گلداشتاین در ابتدا برآمدگی را: «ظهور بدیع و منسجم ساختارها، الگوها و ویژگی‌ها در طی فرایند خودسازمان‌دهی در سیستم‌های پیچیده» تعریف کرده بود. تعریفِ گلداشتاین را می‌توان برای توصیف ویژگی‌های این تعریف با جزئیات بیشتر، توضیح داد:
ویژگی‌های متداول: (۱) نوآوری رادیکال (ویژگی‌هایی که قبلاً در سیستم مشاهده نشده‌اند)؛ (۲) انسجام یا همبستگی (به این معنی که کل‌های یکپارچه خودشان را در طول زمان حفظ می‌کنند)؛ (۳) «سطح» جهانی (سراسرس) یا ماکرو (بزرگ مقیاس) (مثلاً ویژگی‌هایی از یکپارچگی وجود دارد)؛ (۴) حاصل یک فرایند دینامیکی است(تکامل میابد)؛ و (۵) ظاهری است (می‌تواند فهمیده شود)
پیتر کورنینگ، دانشمند علوم سامانه‌ها، هم اشاره می‌کند که سامانه‌های زیستی نمی‌توانند به قوانین فیزیکی حاکم بر آن‌ها تقلیل یایند (محدود شوند):
قواعد یا قوانین، هیچ کارایی عِلّی ندارند؛ درواقع آنها چیزی «تولید» نمی‌کنند. آنها صرفاً چارچوب‌ها و روابط سازگار در طبیعت را توصیف می‌کنند. این الگوها می‌توانند بسیار مهم و روشنگر باشند، ولی عوامل اساسیِ مؤثر باید به شکل جداگانه‌ای مشخص شوند. (هرچند اغلب این اتفاق نمی‌افتد). ولی گذشته از آن، بازی شطرنج نشان می‌دهد که چرا هرگونه قانون و اصول برآمدگی و تکامل ناکافی‌اند. حتی در یک بازی شطرنج، شما نمی‌توانید با استفاده از اصول «تاریخچه» را پیش‌بینی کنید، یا بطور مثال دورهٔ هر بازیِ داده شده. درواقع، حتی نمی‌توان به شکل قابل اطمینانی حرکت بعدی را در یک بازی شطرنج پیش‌بینی کرد. چرا؟ چون «سامانه» با چیزی بیشتر از صرفاً اصول بازی درگیر است. بازیکنان و تصمیمات لحظه به لحظه‌شان از بین تمامی گزینه‌های ممکن در لحظهٔ انتخاب، هم بخشی از این سامانه را تشکیل می‌دهند. بازی شطرنج به طرز اجتناب‌ناپذیری تاریخی است، حتی با وجود اینکه به وسیله اصول و قوانین چارچوب‌بندی و محدود شده‌است، منظور قوانین فیزیکی نیست. علاوه بر این، نکته کلیدی اینجاست که، بازی شطرنج با تأثیرات تئونومیک (برتری تکاملی)، سایبرنتیک (فرمانیک) و بازخورد محور شکل گرفته‌است. درواقع فقط یه فرایند خودمختار (خودمنظم شونده) نیست، بلکه تشکیل شده از فعالیت سازمان‌دهی شده و «هدف‌دار».

### برآمدگی ضعیف و قوی
استفاده از ایدهٔ «برآمدگی» به‌طور کلی به دو دیدگاهِ «برآمدگی ضعیف» و «برآمدگی قوی» تقسیم می‌شود. به لحاظ سامانه‌های فیزیکی، برآمدگی ضعیف به معنای شکلی از برآمدگی است که در آن ویژگیِ برآمده قابلیت شبیه‌سازی شدن با کامپیوتر را دارد. این برخلاف ایده قدیمی‌ترِ برآمدگی قوی است که نمی‌توان ویژگی برآمده را با کامپیوتر شبیه‌سازی کرد.
برخی ویژگی‌های مشترک بین این دو ایده این هستند که برآمدگی در مورد ویژگی‌های جدیدی است که با رشد کردنِ سامانه به وجود می‌آیند (تولید می‌شوند)، که می‌گویند آن‌هایی که با اجزایش یا با حالت‌های پیشین مشترک نیستند. همچنین، فرض می‌شود که ویژگی‌ها بیشتر فرارویدادگی هستند تا اینکه متافیزیکی ابتدایی باشند. (Bedau 1997)
برآمدگی ضعیف، بروز ویژگی‌های جدید در سامانه را نتیجهٔ اندرکنش‌ها در سطح پایه‌ای (عنصری) توصیف می‌کند. هرچند، تصریح می‌شود که ویژگی‌ها را می‌توان با مشاهده سامانه یا شبیه‌سازی مشخص کرد و نیازی به هیچ آنالیز پیشینی است.
بِدائو اشاره می‌کند که برآمدگیِ ضعیف یک حلالِ متافیزیکیِ جهانی نیست، چراکه برآمدگیِ ضعیف منجر به این نتیجه‌گیری می‌شود که خود ماده شاملِ عناصری است که آگاه به آن هستند. هرچندکه، بِدائو نتیجه‌گیری می‌کند که قبولِ این دیدگاه موجب به وجود آمدن یک ایدهٔ دقیق می‌شود که براساس آن برآمدگی داخل (درگیر) در آگاهی است، و دوم اینکه، و ایدهٔ برآمدگی ضعیف به صورت متافیزیکی خوب است. (Bedau 1997)
برآمدگی قوی یک ارتباط عِلّی مستقیم از طرف سیستم در سطح بالاتر به طرفِ اجزایش را توصیف می‌کند؛ کیفیت‌ها (ویژگی‌هایی) که به این طریق پدیدار می‌شوند را نمی‌توان به بخش‌های تشکیل‌دهنده سیستم تقلیل داد (Laughlin 2005). کل چیزی بزرگ‌تر از جمع اجزاست. برای یک مثال از چنین برآمدگی در فیزیک می‌توان به آب اشاره کرد که حتی با وجود مطالعات جامع بر خواص اتم‌های تشکیل دهندهٔ آن، بنظر غیرقابل پیش‌بینی می‌رسد. این نتیجه می‌دهد که هیچ شبیه‌سازی برای سامانه وجود ندارد چونکه چنین شبیه‌سازی نیازمند یک تقلیل از سیستم به اجزای تشکیل‌دهنده‌اش دارد. (Bedau 1997)

هرچندکه، «بحث بر سر اینکه آیا کُل را می‌توان از ویژگی‌های اجزایش پیش‌بینی کرد یا نه، یک نکته را در نظر نمی‌گیرد. کُل‌ها اثرات ترکیبی منحصربه‌فردی تولید می‌کنند، ولی بسیاری از این اثرات ممکن است در زمینه و اندرکنش‌های بین کل سیستم و محیط (های) اطرافش با هم هم‌افزا (هماهنگ) شوند»(Corning 2002). مطابق با فرضیهٔ هم‌افزایی (هماهنگی) اش، (Corning 1983 2005) کُرنینگ همچنین اظهار می‌دارد که، «درواقع اثرات هم‌افزایانهی تولید شده توسط کُل‌هاست که عامل تکاملِ پیچیدگی در طبیعت هستند». آرتور کستلر، رمان‌نویس، از استعارهٔ ژانوس (سمبلی از اتحاد در مجموعه مکمل‌ها مثل باز/بسته، صلح/جنگ) استفاده می‌کند تا نشان دهد که چگونه دو دیدگاه (قوی در مقابل ضعیف یا کل‌نگری در مقابل فروکاست‌گرایی)را باید به شکلی غیر انحصاری استفاده کرد، و باید با یکدیگر تعامل کرد تا بتوان به مسائل برآمدگی اشاره کرد. (Koestler 1969) همچنین،
قابلیت تقلیل همه‌چیز به قوانین پایه‌ای موجب نمی‌شود که بتوانیم با داشتن آن قوانین، دنیا را دوباره از پایه بسازیم. فرضیه سازندگی در تقابل با دو مشکل مقیاس و پیچیدگی، شکست می‌خورد. در هر مرحله از پیچیدگی ویژگی‌های کاملاً جدیدی پدیدار می‌شوند. روانشناسی زیست‌شناسی نیست و زیست‌شناسی هم شیمی نیست. یعنی درواقع می‌بینیم که کُل نه تنها چیزی بیشتر بلکه بسیار متفاوت از جمع اجزایش است. (Anderson 1972)
اعتماد به برآمدگی قوی با مشاهده مغایرت‌هایش با درکِ همیشگی ما از فیزیک، زیر سؤال رفت. مارک آ. بِدائو مشاهده کرد که:
هرچند که برآمدگی قوی به لحاظ منطقی امکان‌پذیر است ولی به طرز ناامیدکننده‌ای مثل جادو می‌ماند. چطور ممکن است که یک قدرتِ عِلّیِ رو به پایینِ تقلیل ناپذیر ولی فرارویداده ظهور پیدا کند، وقتی که با استناد به تعریف، این اتفاق به دلیل تجمع پتانسیل‌های در سطح میکرو ممکن نیست؟ چنین قدرت‌های عِلّی با بصیرت علمی ما هیچ همخوانی ندارند. این نه تنها نشان می‌دهد که چطور اَشکال معقول مادی‌گرایی را ناراحت می‌کند. رمزآلودبودنِ آنها فقط این نگرانی سنتی را افزایش می‌دهد که برآمدگی مستلزم گرفتنِ غیرقانونیِ چیزی از هیچ‌چیز است.
برآمدگی قوی را می‌توان بخاطر بیش از حد مشخص بودن نقد کرد. یک مثال استاندارد مربوط به حالت‌های ذهنی برآمده (M و *M) می‌شود که در حالت‌های فیزیکی (P و *P) به ترتیب قرار دارند. M و *M را ویژگی‌های برآمده در نظر بگیرید. *M را بر اساس ویژگی *P در نظر بگیرید. چه اتفاقی می‌افتاد وقتی M باعثِ *M می‌شود؟ جیگون کیم می‌گوید:
در مثال طرح‌وارهٔ بالا، ما نتیجه گرفتیم که M باعثِ *M می‌شود با سبب شدنِ *P. پس، M باعثِ *P می‌شود. حالا M به عنوان یک برآمده، باید خودش هم یک ویژگی پایهٔ برآمدگی داشته باشد که فرض کنیم P است. حالا با یک سؤال مهم روبرو هستیم: اگر یک برآمده،M، از شرط پایه P بربیاید، چرا نمی‌توان P را به جای M به عنوان علتِ هرگونه اثر احتمالی M جایگزین کرد؟ چرا P نمی‌تواند کاملاً توضیح دهد که چرا هرگونه اثر متقابل M رخ داده‌است؟ اگر علیت به اندازه کافی اساسی (قانونی) در نظر گرفته شود، P به عنوان پایهٔ برآمدگیِ M، از نظر اساسی برای آن کافی است، و M، به عنوانِ علتِ *P از نظر اساسی برای*P کافی است. به این معنی است که P به لحاظ اساسی برای *P کافی است و از این رو برای علتِ آن بودن واجد شرایط است… اگر M به نحوی به عنوان علت حفظ شود، ما با این نتیجهٔ بسیار غیرقابل باور روبرو هستیم که هر مورد از روابط عِلّی رو به پایین گرفتار بیش از حد تعریفی می‌شود (چرا که P هم یک علت *P باقی می‌ماند). علاوه بر این، این برخلافِ روحِ برآمدگی در هر حالتی است که: برآمده‌ها قرار است که مشارکتِ علّی متمایز و بدیعی انجام دهند.
اگر M علتِ *M باشد، پس *M دچار بیش از حد تعریفی شده‌است چرا که *M را هم می‌توان تعریف شده توسط P دانست. یک راه فراری که یک برآمدهٔ قوی می‌تواند برگزیند این است که رابطه علّی رو به پایین را کلا نفی کند. هرچند که، این کار، قرار داشتن حالت‌های ذهنی برآمده را بر حالت‌های فیزیکی نفی می‌کند، که به نوبهٔ خود فیزیک‌گرایی را نفی می‌کند و از این رو برای برخی از فیلسوفان و فیزیکدانان ناراحت‌کننده است.
در همین حین، دیگران در حال کار بر روی ایجاد شواهد تحلیلی از برآمدگی قوی بوده‌اند. در سال ۲۰۰۹، گو و همکارانش یک کلاس از سیستم‌های فیزیکی را ارائه کردند که ویژگی‌های ماکروسکوپیک غیرقابل محاسبه از خود نشان می‌دهد. به بیان دقیق‌تر، اگر کسی بتواند ویژگی‌های مشخص ماکروسکوپیکی از این سیستم‌ها را بر اساس توصیف میکروسکوپی این سیستم‌ها، محاسبه کند، در آن صورت می‌تواند مسائل محاسباتی در علوم کامپیوتر که قابل حل نیستند را حل کند.